# Bathypathes bayeri
Bathypathes bayeri är en korallart som beskrevs av Opresko 200. Bathypathes bayeri ingår i släktet Bathypathes och familjen Schizopathidae. Inga underarter finns listade i Catalogue of Life.